# جو ديكسون
جو ديكسون (بالإنجليزية: Joe Dixon)‏ هو ممثل بريطاني، ولد في 10 أكتوبر 1965 في المملكة المتحدة.

## وصلات خارجية
- جو ديكسون على موقع IMDb (الإنجليزية)
- جو ديكسون على موقع قاعدة بيانات الفيلم (الإنجليزية)